# Пріск (магістр війська)
Пріск (д/н — 613) — військовий діяч ранньої Візантійської імперії.

## Життєпис

### Початок кар'єри
Походив з роду спадкових військових. Народився не раніше 560 року. Замолоду потрапив до загону екскубіторіїв (особистої охорони імператора). Під час служби здобув довіру з боку імператора Маврикія. У 587 році призначається magister militum per Orientem (військовим магістром Сходу), замінивши Філіппіка. Останній не забажав оприлюднювати наказ імператора щодо зменшення аннони на чверть (виплати зарплатні воякам харчами).
Пріск точно виконав наказ імператора, що спричинило 18 квітня 588 року (на Великдень) заколот вояків, які обрали своїм очільником Германа, дукса Фінікії. Той спрямував 5 тис. вояків проти Пріска, що на той час перебував в Едессі. Магістр вимушений був тікати до Константіни в Північній Месопотамії. Звідси надіслав розпорядження зменшувати аннону. Після заспокоєння війська Пріска було знято з посади й повернуто до Константинополя.

### Війни на Балканах
Влітку 588 року призначено magister militum for Thrace (військовим магістром Фракії, якому підпорядковувалося більшість військ на Балканах). Головним завданням для Пріска стало зупинення просування військ аварського каганату територією імперії. Перші дії візантійців були невдалі: авари захопили місто Анхіал та рушили на Гераклею Перинфську. Втім аварам не вдалося захопити місто Дризіпера, неподалік якого добувалося срібло. Сам Пріск опинився в облозі в місті Кенофрурій. Опинившись у складній ситуації, Пріск хитрістю змусив аварського кагана укласти мирний договір (відправив підробного листа начебто від імператора щодо морської атаки Дунаєм на основні ставки аварів. Цей лист спрямовано потрапив до кагана). За умовами миру Візантія повинна була щорічно сплачувати 800 лібрів золота (замість 1300 лібрів золота за угодою 584 року).
Між 588 та 593 роками отримав титул патрикія, але за що саме невідомо. Навесні 593 року призначається magister equitum (магістром кінноти) у Фракії. На чолі військ завдав поразки слов'янським племенам у Придунав'ї біля Дуростору. Перетнувши річку Пріск спочатку завдав рішучої поразки князю антів Ардагасту, а потім переміг іншого князя Мусокія, захопивши велику здобич. За це Пріска призначено військовим магістром Фракії та стратегом-автократом. Слідом за цим уклав нове перемир'я з аварським каганом Баяном I, передавши тому 5 тис. полонених антів в обмін на спокійний прохід через територію каганату. Водночас Пріск відмовився оприлюднювати наказ щодо виплати платні воякам у вигляді зброї, одягу та грошей. Після цього замінений на Петра, брата імператора, який став підозрювати, що Пріск має намір його повалити.
Напочатку 595 року куропалат Петро зазнав поразки у війні з антами, тому Пріска знову призначили на посаду військового магістра Фракії. На чолі війська він завдав нових поразок слов'янам, васалам аварського каганату, за цим захопив фортецю Нови (поблизу сучасного міста Свіштов, Болгарія), звільнивши від ворога узбережжя Дунаю. Тут отримав звістку про захоплення міста-фортеці Сінгідун аварськими військами. Відправлені загони змусили аварів залишити Сінгідун (але ворог встиг зруйнувати стіни), а також знищити аварські загони, що вдерлися до Далмації. В цей час каганат вступив у війну з франками і баварами, що забезпечило мир на кордонах Візантійської імперії. До 597 року Пріск охороняв дунайський кордон.
Восени 597 року авари раптово вдерлися на Балкани, взявши в облогу місто Томи, де перебував Пріск. Останній не зміг нічого вдіяти (разом з тим зумів забезпечити війська харчами), а Коментіол, інший візантійський магістр зазнав поразки. Лише епідемія мору (чуми) змусило аварів укласти мир, за яким імператор Маврикій зобов'язався щорічно сплачувати 120 тис. солідів.
599 року спільно з Коментіолом перейшов у наступ проти аварів, але в Вімінації (Мезія) колега Пріска захворів, тому той очолив усе візантійське військо. Швидко просуваючись, Пріск завдав трьох поразок аварам у Придунав'ї — в районі сучасного Банату (в одній з битв загинув син кагана Баяна I). За цим вдерся до Паннонії та колишньої Дакії. Тут у двох битвах завдав поразки аварам та їх васалам — гепідам й слов'янам, захопивши майже 18 тис. полонених та знищивши до 40 тис. ворогів. Аварський каганат вимушений був укласти мир з Візантією. На зайнятих Пріском землях було вирішено поселити 30 тис. вірменських колоністів. Для набору таких Пріска 601 року було відправлено на Кавказ. Замість нього призначено імператорового брата Петра.
За час відсутності Пріска внаслідок невдалих рішень та дій імператора та його брата Петра, що обійняв посаду військового магістра Фракії, почалося повстання на Дунаї серед візантійських вояків. 602 року заколотники на чолі із Фокою (колишнім конюшим Пріска) зайняли Константинополь, а потім схопили та стратили Маврикія та його синів. Але Пріск підтримав нового імператора Фоку

### Коміт екскубіторіїв
Взимку 602—603 років призначається comes excubitorum (очільником екскубіторіїв). 606 року оженився на доньці імператора Доменції, набувши тим самим права на трон. Але у 607 році Фока вступив у конфлікт з Пріском, коли під час ігор на великому іподромі виставили статуї Пріска з дружиною поруч з зображенням імператора.
У 608 році з початком повстання Іраклія Старшого, екзарха Африки, Пріск відправив тому таємне послання про підтримку. Водночас запевняв імператора у своїй вірності. У 610 році Пріска було призначено епархом Константинополя. Того ж року під час атаки Іраклія Молодшого на Константинополь Пріск прикидався хворим, а потім зібрав екскубіторіїв та буккеларіїв, яким заборонив втручатися у бої між Іраклієм та Фокою. Це сприяло поразки останнього. При цьому врятував мати і дружину Іраклія Старшого.

### Останні роки
Після повалення Фоки низка його прихильників та представників дунайського війська, частина сенаторів пропонували Пріску обійняти трон. Але той, зважаючи на недостатню підтримку, відмовився від пропозиції. Тоді без спротиву імператором став Іраклій Молодший. Останній 611 року призначив Пріска військовим магістром Сходу (той також зберіг посади коміта та епарха), оскільки стикнувся з загрозою з боку шахбеда Шахіна, який вдерся до Малої Азії. Пріск взяв перське військо в облогу в Кесарії (Каппадокія), але не зміг завадити персам прорвати облогу та відступити. Це стало приводом для відсторонення Пріска від посади, оскільки імператор Іраклій йому не довіряв.
612 року Пріск прибув до Константинополя, де став хрещеним батьком Іраклія Костянтина, сина імператора. Але невдовзі викликано до сенату, де Іраклій звинуватив Пріска у змові та зраді. Того було засуджено до постригу. Як ченця Пірска відправлено було до монастиря Хори (який за часів попереднього імператора Пріск розширив й прикрасив), де той помер 613 року.